# 대한전자공학회
대한전자공학회는 1946년 11월 26일 “대한전기통신학회”라는 이름으로 창립되었으며 초대회장에 황 갑성 체신부 전문국장이 취임하였다. 이를 모태로 6.25사변 등 건국 초기의 혼란을 거치는 동안에도 명맥을 유지하였으며 다시 전자 정보 통신 및 그 관련 분야에 관한 학술과 기술의 진흥과 발전에 공헌하기 위하여 1963년 4월에 “사단법인 대한전자공학회”로 개칭하고 전자공학회지 창간과 사단법인 설립허가를 취득하여 오늘날에 이르고 있다.

대한전자공학회의 설립 목적은 “전자, 정보, 통신 및 그 관련 분야에 관한 학술 및 기술의 진흥과 발전에 공헌하기 위하여 필요한 사업을 행하는 것”으로 정관에서 밝히고 있다. 이러한 목적을 위한 학회의 주된 사업내용으로는 국내 및 국제 학술발표회, 단기강좌, 세미나, 강연회 개최등의 학술사업과 학술논문집, 학회지, 도서 및 기술 정보지 발간 사업 그리고 학술적, 기술적 연구 사업 및 표준규격의 제정 등이 있다.

대한전자공학회의 원활한 활동을 위하여 회원중에서 평의원을 선출하며 평의원들로 구성된 평의원회의에서 회장단(회장 1명, 수석부회장 1명, 선출직 부회장 3명)과 임원을 선출한다. 학회기구로는 회장단을 포함한 이사회에서 학술, 사업, 편집, 회원관리 등 주요 사업을 처리하고 21개의 위원회, 12개의 지부, 그리고 6개 소사이어티와 이에 소속된 전문분야별 40개의 연구회가 각기 고유 학회 활동을 기획 수행하고 있다.